# Gruzija
Gruzija (gruzijski საქართველო) je država u južnom Kavkazu, na sjeveroistoku Crnog mora. Na sjeveru i sjeveroistoku graniči s Rusijom, na jugu s Turskom, Armenijom, i Azerbajdžanom. Gruzija je članica Vijeća Europe, OESS-a, Eurocontrol-a i ODER-a. Gruzija trenutačno radi na tome da postane punopravna članica NATO-a.
Gruzija je jedna od 15 država nastalih raspadom Sovjetskog Saveza unutar granica Gruzijske SSR. Josif Staljin, pravim imenom Ioseb Džugašvili, sovjetski vođa od 1928. do 1953. bio je podrijetlom Gruzijac. Nakon osamostaljenja 1991. godine, Gruzijom je vladao Eduard Ševardnadze, no 2003. Revolucija ruža ga je svrgnula, a za predsjednika je imenovan Mihail Saakašvili. Nakon Revolucije ruža, pokrenuto je niz reformi s ciljem jačanja vojnih i gospodarskih potencijala države. Gruzija je pružila vrijednu potporu NATO-vim operacijama u Kosovu i Afganistanu, te protuterorističkim operacijama podmorskog nadzora u Sredozemlju.
Gruzijci koji čine većinu stanovništva tradicionalno pripadaju autokefalnoj Gruzinskoj pravoslavnoj Crkvi. Gruzijski jezik je član južnokavkaske jezične skupine, nepovezane s indoeuropskom ili altajskom skupinom kojima pripadaju jezici susjednih država. Gospodarstvo Gruzije temelji se uglavnom na poljoprivredi (agrumi, čaj, vinogradarstvo) i crnomorskom turizmu.

## Povijest
Još od vremena Antike na području Gruzije postojala su moćna i nezavisna kraljevstva. Kraljevine Kolhida i Iberija su još u 4. stoljeću primile kršćanstvo, pa se Gruzija može uvrstiti među najstarije kršćanske zemlje na svijetu. Svoj najveći uspon gruzijska država doživjela je tijekom 11. i 12. stoljeća, pogotovo u vrijeme vladavine kralja Davida IV. i kraljice Tamare. Početkom 19. stoljeća gruzijske države dolaze pod vlast Rusije, a 1921. godine Gruzija postaje dijelom SSSR-a kao Gruzijska SSR. Raspadom Sovjetskog Saveza 1991. godine, Gruzija postaje samostalna država, a razdoblje tranzicije ka kapitalističkom i demokratskom društvu tijekom 1990.-ih godina bio je praćen velikim ekonomskim problemima i oružanim sukobima u Južnoj Osetiji i Abhaziji. Razdoblje kriza i sukoba privremeno je okončano Revolucijom ruža u studenom 2003. godine, u kojoj je smijenjen tadašnji predsjednik Eduard Ševardnadze. Početkom kolovoza 2008. godine, u Južnoj Osetiji je došlo do sukoba države s lokalnim vlastima u koje se umiješala i Rusija, a koji su okončani odcjepljenjem Južne Osetije i Abhazije od Gruzije.

### Prapovijesna Gruzija
Teritorij današnje Gruzije naseljen je Homo erectusima još od paleolitika. Pisana povijest datira prva proto-gruzijska plemena još u 12. stoljeće prije nove ere.
Arheološki nalazi i reference u antičkim izvorima otkrivaju elemente ranih političkih i državnih formacija koje karakterizira napredna metalurgija i i zlatarske tehnike koje datiraju iz 7. stoljeća prije Krista i ranije. U stvari, rana metalurgija počela je u Gruziji tijekom 6. tisućljeća prije Krista, povezana je sa Shulaveri-Shomu kulturom.

### Antičko doba
U grčkoj mitologiji, Kolhida je bilo mjesto gdje su Jazon i Argonauti tražili zlatno runo, prema epskoj priči "Argonautika" Apolonija Rođanina. Spominjanje zlatnog runa u mitu možda proizlazi iz prakse korištenja runa pri prosijavanju zlatne prašine iz rijeke. Kolhida je bila poprište Lazičkog rata (Kolhidskog rata), gdje su se sukobili Bizant i Sasanidsko Perzijsko Carstvo.
U vremenu od 653. do 333. pr. Kr. uspjele su se obraniti od pokušaja osvajanja Medijskog Carstva, Perzijskog Carstva, a pred kraj 3. st. pr. Kr. i od napada Aleksandra Velikoga. Iberija i Kolhida su se oduprijele i napadima ostalih helenističkih vladara, iako je utjecaj grčke kulture i jezika izražen u naseljima kraljevstva Kolhide, dok u gradovima kraljevstva Iberije je prevladao aramejski jezik. U vremenu od 2. st. pr. Kr. do 2. st. Gruzija je bila središte borbi Rimskog Carstva, moćnog kraljevstva Armenije i kratkovječnog Kraljevstva Pont.
Godine 189. pr. Kr. kraljevstvo Armenije osvojilo je više od polovice Iberije, a vladar Mitridat VI. od Ponta između 120. pr. Kr. i 63. pr. Kr. osvojio je cijelo kraljevstvo Kolhidu i pripojio ga Pontu. Kraljevstvo Armenije i Kraljevstvo Pont šire se na račun teritorija Rima, zbog čega rimska vojska 65. pr. Kr. pod generalom Pompejem napad Iberiju (zbog dobrih odnosa s Armenijom), Armeniju i Pont, uzimajući velik dio teritorija natrag. Rimljani osvojeno područje kraljevstva Kolhide stavlja pod svoju upravu kao rimsku provinciju, Kraljevstvo Pont je potpuno razoreno, a Iberia se uspjela održati. Ipak 19 godina (36. pr. Kr.) kasnije u novom pohodu Rimljani prisiljavaju iberijskog kralja, da im se pridruži u vojnom pohodu protiv Albanije (na Kavkazu).
Nakon što je Rimsko Carstvo osvojilo Kavkaz 66. godine od Partskog Carstva, gruzijsko kraljevstvo, s prekidima je klijentska država Rimskog Carstva i saveznika za gotovo 400 godina. Od 1. stoljeća štovana su antička vjerovanja, kult Mitre i zoroastrizam. 337. godine, kralj Mirian III. proglasio je kršćanstvo kao državnu religiju, dajući veliki poticaj za razvoj književnosti, umjetnosti, te igra ključnu ulogu u formiranju jedinstvene gruzijske nacije.  Kraljevstvo se zatim efektivno veže uz Istočno Rimsko Carstvo, koje će vršiti snažan utjecaj na Gruziju gotovo cijelo jedno tisućljeće, određujući u velikoj mjeri današnji kulturni identitet Gruzije.
Sljedećih 600 godina povijesti Gruzije obilježeno je borbama Rima i Perzije odnosno Parta i Sasanidskog Perzijskog Carstva za dominaciju na području.
U 2. stoljeću Kraljevstvo Iberije je ojačalo, naročito u vrijeme vladavine kralja Pharasmanesa II., koji je ostvario potpunu neovisnost od Rima, a od oslabljenog Armenskog kraljevstva povratio je neka prije izgubljena područja. U ranom 3. stoljeću Rim je izgubio i Albaniju (na Kavkazu) i veliki dio Armenije od Sasanidskog Carstva, a provincija Lazicum je prvotno dobila je značajnu neovisnost od Rima, koju je istokristila te do kraja stoljeća postala nezavisno kraljevstvo Lazica-Egrisi i održala se gotovo 250 godina do 562.g. kada je postala dio Bizantskog Carstva.
Godine 327. Kraljevstvo Iberija je kao jedna od prvih država proglasilo kršćanstvo državnom vjerom. Mirian III. bio je prvi kršćanski kralj Iberije.

### Srednji vijek i rani novi vijek
Rano kraljevstvo raspalo se u razne feudalne regije do ranog Srednjeg vijeka. Tako su lako Arapi osvojili većinu istočne Gruzije u 7. stoljeću. Od 7. do 10. stoljeća, Gruzija je dio Hazarskog Carstva. Sve te razne gruzijske regije neće biti ujedinjene u jednu državu sve do 11. stoljeća.
Iako su Arapi osvojili Tbilisi 645. godine, Kartlija-Iberija su zadržali znatan dio neovisnosti pod lokalnim arapskim vladarima. Knez Ašot I. (813. – 830.) postao je prvi vladar dinastije Bagrationi koja je vladala kraljevstvom. Ašot je započeo gotovo tisućljeće dugu vladavinu jedne dinastije, koja je vladala područjem koja barem dijelom čini današnju Republiku Gruziju. Bagrat III. (1027. – 1072.) ujedinio je zapadnu i istočnu Gruziju. Kraljevina Gruzija dosegla je svoj vrhunac u 12. do sredine 13. stoljeća. To razdoblje, tijekom vladavine kralja Davida IV. Graditelja (1089. – 1125.) i njegove unuke Tamare (1184. – 1213.) naziva se Gruzijsko zlatno doba ili Gruzijska renesansa. Ovu ranu gruzijsku renesansu,  koja prethodi europskoj renesansi obilježile su impresivne vojne pobjede, teritorijalna širenja, kulturne renesanse u arhitekturi, književnosti, povijesti i znanosti. Gruzijsko zlatno doba ostavilo je u naslijeđe velike katedrale, romantičnu poeziju i književnost i epsku pjesmu "Vitez u tigrovoj koži" (gruz. ვეფხისტყაოსანი).
David Graditelj pokrenuo je Zlatno doba progonom Turaka Seldžuka iz zemlje, pobijedivši u bitci kod Didgorija 1121. godine, šireći gruzijski politički i kulturni utjecaj na jug Armenije i na istok do Kaspijskog jezera.
Dvatesetdevetogodišnja vladavina Tamare, prve žene vladara Gruzije, smatra se najuspiješnijom u gruzijskoj povijesti. Tamara je dobila titulu "kralj kraljeva" (mepe mepeta). Uspjela je neutralizirati oporbu i energično vodila vanjsku politiku, dodatno potpomognute padom moći suparnika – Seldžuka i Bizanta. Uz podršku moćne vojne elite, Tamara je nadograđivala uspjehe svojih prethodnika i dodatno učvršćavala carstvo koje dominira Kavkazom, šireći se na velike dijelove Azerbajdžana, Armenije, istok Turske i dijelove sjevernog Irana. Ti uspjesi traju do prodora Mongola, u roku od dva desetljeća nakon Tamrine smrti 1213. godine.
Oživljavanje Kraljevine Gruzije počinje ponovo za vladavine Đure V., sina Demetra II., koji je protjerao Mongole, koji je dobio nadimak "Briljantni" zbog svoje uloge u obnovi prethodne snage i kršćanske kulture zemlje. Đuro V. je bio posljednji veliki kralj ujedinjene gruzijske države. Nakon njegove smrti, različiti lokalni vladari borili su se za svoju nezavisnost od Gruzije. To je trajalo do konačnog raspada kraljevine u 15. stoljeću. Gruzija je dodatno oslabljena nakon nekoliko katastrofalnih provala Tamerlana, mongolskog vladara, poznatog kao osnivača Timuridskog Carstva. Učestale invazije nisu davale dovoljno vremena za oporavak. Došlo je do bezvlađa 1466. godine i Gruzija je podijeljena na tri neovisnih kraljevstava i pet polunezavisnih kneževina. Susjedna velika carstva kasnije iskorištavaju unutarnje podjele. Od početka 16. do početka 19. stoljeća Safavidsko Carstvo (kasnije i Afšaridsko Carstvo) i Osmansko Carstvo, pokorili su i podredili sebi istočne i zapadne krajeve Gruzije. Vladari područja koja su ostala djelomično autonomna, u raznim prilikama organizirali su pobune. Međutim, kasnije osmanske i iranske invazije dodatno su oslabile lokalna kraljevstva i regije. Kao rezultat neprestanih ratova i protjerivanja, populacija Gruzije je smanjena na 250.000 krajem 18. stoljeća. Istočna Gruzija, sastavljena od regija Kartlije i Kahetije, obje pod iranskom vlašću, podijeljene su podjednako između Otomanskog Carstva i Irana Mirom u Amasyi.
Od sredine 15. stoljeća, vladari obaju, istočnih i zapadnih kraljevstava, tražili su pomoć zapadnih europskih sila, ali bez uspjeha. Nedestatak pomoći Zapada, doveo je kasnije Gruziju u poziciju tražiti pomoć Petra Velikog i Ruskog Carstva, iz čijeg zagrljaja se nikad nije vratila.
Smrću šaha Nadera 1747. godine, dva velika gruzijska istočna kraljevstva oslobodila su se iranske kontrole i ponovo se ujedinili u Kraljevstvo Kartlije i Kahetije pod energičnim kraljem Eraklom II. 1762. godine. Stabilizirao je zemlju, kojoj je bila jamčena autonomija tijekom cijelog razdoblja vladavine dinastije Zand.

### Gruzija u Ruskom Carstvu
1783. godine, Rusko Carstvo i istočno gruzijsko kraljevstvo Kartlije i Kahetije potpisali su Georgijevski ugovor (traktat). Ugovorom, kojim je prepoznata spona gruzijskih i ruskih ljudi u vidu pravoslavnih kršćana, Gruzija je postala ruski protektorat, sa zajamčenim teritorijalnim integritetom i nastavkom vladavine Bagatriona, u zamjenu za povlasticu vođenja gruzijskih vanjskih poslova. Prema tom ugovoru, Gruzija se odrekla bilo koje ovisnosti o Perziji ili nekih drugih moćnika, te je svaki gruzijski vladar morao tražiti potvrdu i investituru ruskog cara.
Međutim, unatoč tom zalaganju za obranu Gruzije, Rusija nije pridonijela nikakvom pomoći tijekom Iranske invazije 1795. godine. 1801. godine, krše se odredbe Georgijevskog ugovora. Rusija anektira istočnu gruziju, ukida kraljevsku dinastiju Bagrationi, kao i autokefalnost gruzijske pravoslavne Crkve.
22. prosinca 1800. godine, car Pavao, na navodni zahtjev gruzijskog kralja Đure XII., potpisao je proglas o inkorporiranju Kartlije-Kahetije u Rusko Carstvo, koje je završeno ukazom 8. siječnja 1801. godine i potvrdio car Aleksandar 12. rujna 1801. godine. Gruzijski izaslanik u Sankt Peterburgu predao je protestnu notu, koja je predstavljena ruskom prorektoru, princu Kurakinu. U svibnju 1801. godine, pod nadzorom generala von Knorringa, Carska Rusija prenosi vlasn nad istočnom Gruzijom vladi pod vodstvom generala Ivana Petroviča Lazareva.
U ljeto 1805. godine, ruski vojnici su na rijeci Askerani porazili iranski vojsku u sklopu Rusko-perzijskog rata, i tako spasili Tbilisi od ponovne iranske okupacije. Tada Tbilisi i službeno postaje dijelom ruskog carskog teritorija. Ruska vrhovna vlast nad istočnom Gruzijom službeno je zapečaćena sklapanjem Gulistanskog ugovora 1813. godine između Ruskog Carstva i Perzije, kojim je dijelove današnjeg Dagestana, veći dio Azerbajdžana i dijelove sjeverne Armenija, Perzija ustupila Rusiji. Nakon aneksije istočne Gruzije, zapadno gruzijsko kraljevstvo Imeretija je anektirao Aleksandar I. posljednji imeretski kralj i posljednji gruzijski vladar dinastije Bagrationi, Solomon II. umro je u progonstvu 1815. godine.
Od 1803. do 1878. godine, kao rezultat brojnih ruskih ratova protiv Osmanlija, nekoliko gruzijskih, prethodno izgubljenih teritorija (kao npr. Adžarija) su obnovljena i također uključena u sastav Ruskog Carstva. Kneževina Gurija je ukinuta i uključena u sastav Carstva 1828. godine, a Mingrelija 1857. godine. Područje Svanetije je postupno pripojeno od 1857. do 1859. godine.

### Deklaracija o nezavisnosti
Nakon Ruske revolucije 1917. godine, Gruzija je proglasila neovisnost 26. svibnja 1918., u jeku ruskog građanskog rata. Menjševici, Gruzijska Socijalno-demokratska partija osvojila je većinu mandata na parlamentarnim izborima. Njihov vođa, Noe Žordania, postao je premijer.
1918. Gruzijski-armenski rat, koja je izbio u dijelovima gruzijskih pokrajina naseljenih uglavnom Armencima, završila je zbog britanske intervencije. Neovisnost zemlje nije dugo trajala. Gruzija je bila pod britanskom zaštitom od 1918. – 1920. godine.

### Gruzija u SSSR-u
U veljači 1921. Gruziju je napala Crvena armija. Gruzijska vojska je poražena, a socijaldemokratska vlada je pobjegla iz zemlje.  Dana 25. veljače 1921. godine, Crvena armija ušla u Tbilisi i instalirala komunističku vlast lojalni Moskvi, na čelu s gruzijski boljševikom Maharadzeom Ipak, postojao je značajan otpor boljševicima, što je rezultiralo ustankom u kolovozu 1924. godine. Sovjetska vlast je uspostavljena nakon gušenja ustanka. Gruzija je ugrađena u sastav Zakavkaske Socijalističke Federativne Sovjetske Republike, koja je objedinjavala Gruziju, Armeniju i Azerbajdžan. Kasnije, 1936. godine, Zakavkaska SFSR je razjedinjena u sastavnice i tada je nastala Gruzijska Sovjetska Socijalistička Republika.
Josif Visarionovič Staljin, etnički Gruzijac (rođen kao Josseb Besarionis dze Džugašvili), bio je istaknut među boljševicima. Uspeo se na najviši položaj, te je vodio SSSR od 3. travnja 1922. godine, sve do svoje smrti 5. ožujka 1953. godine. 
Od 1941. do 1945. godine, za vrijeme Drugog svjetskog rata, gotovo 700.000 Gruzijaca se borilo na strani Crvene armije protiv nacističke Njemačke. Bilo ih je koji su se borili i na protivničkoj strani. Više od polovice vojnika poginulo je u borbama.
Dana 9. travnja 1989. godine, mirni prosvjed u Tbilisiju krvavo je ugušila sovjetska vojska ubojstvom nekolicine prosvjednika. Prije listopada 1990. godine i izbora za narodnu skupštinu (Umaghlesi Sabcho - vrhovno vijeće), održani su prvi izbori u SSSR-u na višestranačkoj bazi. Politička struktura se ponovo preoblikuje. Iako je više radikalnih skupina bojkotiralo izbore i sazvalo alternativni forum (Nacionalni kongres) uz navodnu potporu Moskve, drugi dio antikomunističke oporbe ujedinjuje se u Okrugli stol-Slobodna Gruzija oko bivših disidenata poput Meraba Kostave i Zvijada Gamsahurdije. Potonji je pobijedio velikom većinom, s 155 od 250 mjesta u parlamentu, dok je vladajuća Komunistička partija dobila samo 64 mjesta. Sve ostale stranke nisu uspjele prijeći prag od 5 posto.

### Nakon obnove nezavisnosti
Dana 9. travnja 1991. godine, neposredno prije raspada Sovjetskog Saveza, Gruzija je proglasila neovisnost. 26. svibnja iste godine, Zvijad Gamsahurdia je izabran kao prvi predsjednik nezavisne Gruzije. On je poticao gruzijski nacionalizam i obećao dokazati vlast Tbilisija nad područjima kao što su Abhazija i Južna Osetija, koje su klasificirane kao autonomne oblasti pod Sovjetskim Savezom. On je ubrzo svrgnut u krvavom državnom udaru, od 22. prosinca 1991. do 6. siječnja 1992. godine. Udar su bili potaknuli nacionalna garda i paravojna organizacija "Mkhedrioni" ("konjanici"). Zemlja je upletena u građanski rat, koji je trajao sve do 1995. godine. Eduard Ševardnadze (sovjetski ministar vanjskih poslova od 1985. do 1991. godine) vratio se u Gruziju u 1992. godini, i pridružio vođama puča – Tengizu Kitovanju i Iabi Ioselianiju – na čelu trijumvirata pod nazivom "Državno vijeće".
Tinjajući sporovi unutar dvije regije Gruzije, Abhazije i Južne Osetije, između lokalnih separatista i većinskog gruzijskog stanovništvom, izbili su u velika međuetnička nasilja i ratove. Uz potporu Rusije, Abhazija i Južne Osetije ostvarila de facto neovisnost od Gruzije, a Gruzija je zadržala kontrole samo u malim područjima spornih teritorija. Godine 1995. Ševardnadze je službeno izabran za predsjednika Gruzije. Oko 230.000 do 250.000 Gruzijaca su masakrirali ili iz Abhazije protjerali abhaški separatisti i sjevernokavkaški dobrovoljci (uključujući Čečene) u 1992. – 1993. Oko 23.000 Gruzijaca je napustilo Južnu Osetiju. Mnoge osetske obitelji bile su prisiljene napustiti svoje domove u Boržomi regiji i preseliti u Rusiju.
2003. godine Ševardnadze je svrgnut u Revoluciji ruža, nakon što su gruzijska oporba i međunarodni promatrači tvrdili da je na parlamentarnim izborima 2. studenog narušena regularnost. Revoluciju su vodili Mihail Saakašvili, Zurab Žvania i Nino Burjanadze, bivši članovi i vođe Ševardnadzeove stranke. Mihail Saakašvili je izabran za predsjednika Gruzije 2004. godine.
Nakon Revolucije ruža, pokrenuto je niz reformi s ciljem jačanja vojnih i gospodarskih potencijala države. Napori nove vlade, kako bi u jugozapadnu autonomnu republiku Adžariju ponovno uspostavili vlast, doveli su do velike krize početkom 2004. godine. Uspjeh u Adžariji potaknuo je Saakašvilija u naporima da učini to isto s Južnom Osetijom, ali bezuspješno. Ovi događaji, zajedno s optužbama o upletenosti Gruzije u Drugi čečenski rat, rezultirao je pogoršanjem odnosa s Rusijom. Stoga je Rusija započela i poticala secesionističke otpore u dvjema odmetnutim gruzijskim pokrajinama. Unatoč sve težim odnosima, u svibnju 2005. godine, Gruzija i Rusija su postigle sporazum,  što je dovelo do predaje ruskih vojnih baza (koje datiraju još iz SSSR-a) Batumija i Ahalkalakija, gruzijskoj vlasti. Povučeno je sve osoblje i oprema do prosinca 2007. godine.  No, nisu se povukli iz baze Gaudata u Abhaziji, što su bili dužni učiniti potpisivanjem ugovora na samitu u Istanbulu 1999. godine.

### Rusko-gruzijski rat i događaji poslije
Napetosti između Gruzije i Rusije ponovo su eskalirale u travnju 2008. godine. Južnoosetski separatisti napravili su prvi čin nasilja kada su raznijeli gruzijsko vojno vozilo 1. kolovoza. U eksploziji je ranjeno pet pripadnika gruzijskih mirovnih sanaga. Kao odgovor na taj čin, gruzijski snajperisti napali su južnoosetske policajce. Separatisti potom granatiraju gruzijska naselja. Ozbiljni incidenti nastavljeni su čitav tjedan. 7. kolovoza Saakašvili je najavio jednostrano primirje. No, separatisti su nastavili napadati gruzijska sela koja su se nalazila u zoni sukoba.  Gruzijski vojnici su uzvratili vatru i počeli napredovati prema glavnom gradu samoproglašene Republike Južne Osetije, Chinvali.  Prema ruskom vojnom stručnjaku Pavelu Felgenhaueru, Oseti su namjerno provocirali Gruzijce, kako bi dali Rusiji povoda za invaziju na Gruziju According to Georgian intelligence. To se i jeste dogodilo, jer je dio regularne vojske (nemirotvoraca) već prešao u Južnu Osetiji i prije gruzijskog napada.
8. kolovoza u središte Chinvalija pristiglo je 1.500 gruzijskih snaga. Rusija lažno optužuje Gruziju za agresiju i pod krinkom mirovne operacije napada Gruziju isti dan. Ruska vojska koja je pristigla u Chinvali otjerala je gruzijsku vojsku u roku od pet dana, a pokrenuli su i zračne napade na gruzijske vojne objekte na teritoriju Gruzije. Abhazi, na drugoj strani, otvaraju novo ratno žarište, napadajući dolinu Kodori, koja je u sastavu Abhazije, ali ga je u tom trenutku bila pod gruzijskom kontrolom. Ruske snage zauzimaju gruzijske gradove: Zugdidi, Senaki, Poti i Gori. Potonji su zauzeli nakon dogovorenog prekida vatre. Ruska crnomorska flota blokirala je gruzijsku obalu.
Za vrijeme, i nakon rata, snage Južne Osetije i iregularne policijske snage provodile su kampanje etničkog čišćenja Gruzijaca u Južnoj Osetiji. Gruzijska sela u okolici Chinvalija bila su uništena nakon završetka rata. Ratom je raseljeno 192.000 ljudi. Mnogi su bili u mogućnosti vratiti se u svoje domove nakon rata, ali godinu dana nakon, još uvijek 30.000 Gruzijaca je bilo raseljeno. Vođa Južne Osetije Eduard Kokojty rekao je da nikad neće dopustiti Gruzijcima da se vrate<.
Predsjednik Francuske Nicolas Sarkozy dogovara sporazum o prekidu vatre u ponedjeljak, 12. kolovoza 2008. godine. Pet dana poslije, ruski predsjednik Dmitrij Medvedev najavio je povlačenje ruskih snaga iz Gruzije sljedeći dan. Ruske snage povukle iz tampon zona uz Abhaziju i Južnu Osetiju 8. listopada, a kontrolu nad njima je preuzela je Promatračka misija Europske unije u Gruziji.
Rusija je priznala Abhaziju i Južnu Osetiju kao zasebne republike 26. kolovoza 2008. godine. Kao odgovor na ruske akcije, gruzijska vlada prekinula je diplomatske odnose s Rusijom. Nakon rata, Gruzija je tvrdila da su Abhazija i Južna Osetija gruzijska područja koja je okupirala Rusija.

## Zemljopis
Gruzija leži na sjeveroistoku Crnog mora, na samoj granici između istočne Europe i jugozapadne Azije. Prostire između 41° i 44° zemljopisne širine i 40° i 47° istočne zemljopisne dužine. Zauzima površinu od 69.700 km² od čega je 57.200 km² pod izravnom gruzijskom kontrolom, dok 12.500 km² kontroliraju vlasti Abhazije (8.600 km²) i Južne Osetije (3.900 km²). Na sjeveru i sjeveroistoku Gruzija graniči s Ruskom Federacijom u dužini od 723 km, jugoistočno je granica s Azerbajdžanom (322 km), na jugu s Armenijom (164 km) i Turskom (252 km). Ukupna dužina kopnenih granica iznosi 1.461 km. Na zapadu Gruzija izlazi na obalu Crnog mora u dužini od oko 315 km. Od toga oko 200 km obale se nalazi na teritoriju Abhazije, a 54 km na teritoriji Adžarije. Prema procjenama iz 2012. godine u Gruziji je živjelo nešto manje od 4,5 milijuna stanovnika. Glavni i najveći grad u zemlji je Tbilisi koji je sjedište predsjednika i narodne vlade, dok je od svibnja 2012. godine grad Kutaisi središte zakonodavne vlasti (parlamenta). Veći gradovi su još i Batumi koji ima funkciju administrativnog središta autonomne republike Adžarije i Rustavi (oba preko 100.000 stanovnika). Najvažnija gruzijska luka je grad Poti u centralnom dijelu crnomorske obale. Većinu populacije (preko 80%) čine etnički Gruzini, službeni jezik je gruzijski (osim na teritoriju samoproglašenih republika, gdje se govore abhaski i osetski jezik). Također, oko 80% populacije su pripadnici Gruzijske pravoslavne crkve.

### Reljef
Reljefom Gruzije dominiraju visoki planinski lanci Velikog Kavkaza na sjeveru s brojnim vrhovima koji prelaze 4.000 m nadmorske visine, uključujući i najviši vrh u zemlji Šharu (na nadmorskoj visini od 5.200 m) i Malog Kavkaza na jugu. Crnomorsko primorje je dosta nisko i zamočvareno i od obale ka unutrašnjosti se u obliku lijevka širi prostrana Kolhidska nizina. Nizinska područja se nalaze i u istočnim i središnjim dijelovima zemlje i prate tokove najvećih gruzijskih rijeka Kure (Mtkvarija) i njenih pritoka. Zapadni dio zemlje pripada crnomorskom slivu, dok istočni dio otiče ka Kaspijskom jezeru upravo preko rijeke Kure.

### Klima
Planine Kavkaza štite Gruziju od hladnog zraka sa sjevera, dok utjecaj Crnog mora donosi toplije vrijeme. Klima Gruzije je vlažno-suptropska na zapadu do sušne i umjerene klime na istoku. Prosječna godišnja temperatura zraka je 15 °C na zapadu, a 11 do 13 °C na istoku. Na zapadu godišnje padne 3.000 milimetara oborina, a na istoku samo 400.
Pod šumom je 44% površina, od čega je 5% prašuma. Na visokim nadmorskim visinama biljni pokrivač je alpski. U podnožju planina su oblasti stepa koje se koriste za poljoprivredu.

## Administrativna podjela
Gruzija je podijeljena u devet regija, jedan grad (glavni grad Tbilisi) i dvije autonomne republike. Sve regije su još podijeljene na ukupno 69 okruga.
Gruzija ima dvije autonomne republike: Abhaziju i Adžariju. Abhazija je proglasila neovisnost od Gruzije 1999. godine. Uz Abhaziju, neovisnost od Gruzije proglasila je Južna Osetija, ali ona nema status autonomne republike, niti zasebne regije. Uglavnom se nalazi na području regije Unutarnja Kartlija, a naziv "južna Osetija" se ne koristi u Gruziji, kako se ne bi implicirao bilo kakva povezanost sa Sjevernom Osetijom u sastavu Rusije. Za vrijeme SSSR-a zvala se Južnoosetska autonomna oblast, ali je taj autonomni status ukinut 1990. godine stjecanjem gruzijske neovisnosti. 2006. godine, stanovnici Južne Osetije su na referendumu za neovisnost glasali za odvajanje od matične zemlje, no neovisnost nisu priznale svjetske države, osim Rusije, Nikaragve, Venezuele i Naurua. U obje odmetnute pokrajine, Rusija je stanovništvu dala ruske putovnice, što su kasnije koristili kao izgovor kako bi izvršili agresiju na Gruziju 2008. godine, a poslije sukoba i ih priznali kao nezavisne republike.
Druga autonomna republika u sastavu Gruzije je Adžarija. Ona održava tijesne veze s Rusijom. Lokalni moćnik Aslan Abašidze dopustio je Rusiji da smjesti rusku vojnu bazu u adžarskom gradu Batumiju. Nakon izbora Saakašvilija za predsjednika Gruzije 2004. godine, porasle su napetosti između gruzijske vlade i Adžarije. To je rezultiralo demonstracijama u Adžariji i bijegom Abašidzea. Regija zadržava autonomiju, sjedište ustavnog suda iz Tbilisija se seli u Batumi, a ruska vojna baza je vraćena Gruziji.

### Autonomne republike

#### Adžarija
Adžarija je podijeljena na šest samoupravnih zajednica:
- Batumi, ujedno i glavni grad,
- Keda,
- Kobuleti
- Helvačauri,
- Šuahevi i
- Hulo

#### Abhazija
Za vrijeme Sovjetskog Saveza, Abhazija je bila podijeljena na 6 rajona, koje su nosile ime po njihovim sjedištima. Administrativna podjela Republike Abhazije je ostala nepromijenjena, osim jedne iznimke: osnovan je još jedan distrikt – Tkvarčeli, u okolici istoimenog grada, od dijelova rajona Očamčire i Gali. Rajoni (distrikti) Abhazije su:
- Gagra,
- Gaduata,
- Suhumi,
- Gulripši,
- Očamčire,
- Tkvarčeli i
- Gali.

### Regije
Mhare (gruzijski: მხარე) je vrsta administrativne jedinice u Gruziji. To se obično prevodi kao "regije". Prema predsjedničkim uredbama iz 1994. i 1996. godine, podjela na regije je privremene prirode, sve dok se ne riješi pitanje odmetnutih pokrajina. Regionalnu upravu na čelu s državnim povjerenikom (gruz. სახელმწიფო რწმუნებული, saxelmc'ipo rcmunebuli: guvernera) imenuje predsjednik. Regije se dalje dijele na rajone, odnosno distrikte. Devet gruzijskih regija su:
- Megrelija-Gornja Svanetija
- Gurija
- Rača-Lečhumi i Donja Svanetija
- Imeretija
- Samche-Džavahetija
- Unutarnji Kartli
- Mcheta-Mtijanetija
- Kahetija
- Donji Kartli

## Politika
Po državnom uređenju Gruzija je unitarna poluparlamentarna država u kojoj izvršnu vlast dijele predsjednik i vlada. Na čelu države je predsjednik, dok na čelu vlade je premijer. Glavni zakonodavni dom je parlament Gruzije koji ima 235 zastupničkih mjesta. Najznačajnije političke stranke u Gruziji su: Ujedinjeni narodni pokret (stranka predsjednika Saakašvilija), Demokršćanski pokret Gruzije, Gruzijska radnička stranka i Republička stranka Gruzije. Glavnina stranaka, kao u većini bivših sovjetskih republika, se dijele na prozapadnjačke i proruske stranke.

### Vanjska politika i odnos sa susjednom Rusijom
Vanjska politika Gruzije, kao i u većini bivših sovjetskih republika, je često mijenjana i nedefinirana. Kada je Gruzija proglasila neovisnost 1991. godine odbila je tada uči u novoosnovani savez ZND kako bi smanjila utjecaj susjedne Rusije, te se približila zapadnim silama. No, 1993. godine ipak se priključuje ZND-u te se ponovno okreće Rusiji. Gruzija održava dobre odnose sa svim svojim izravnim susjedima (Armenija, Azerbajdžan i Turska), a članica je Ujedinjenih naroda, Vijeća Europe, Svjetske trgovinske organizacije, Organizacije za crnomorsku gospodarsku suradnju, OESC-a, Zajednice demokratskih izbora, GUAM-a, i Partnerstva za mir.
Rastući odnosi s SAD-om i Europskom unijom, kroz predloženo članstvo u EU i NATO, američkog programa za obuku i vojnu pomoć, izgradnju cjevovoda Baku–Tbilisi–Ceyhan, često održavaju odnose s Rusijom napetim, a dno se dotiče 2008. kada nakon kratkotrajnog rata u Južnoj Osetiji, u koji se umješala i Rusija, prekidaju sve diplomatske odnose, te istupa iz ZND-a.
Gruzija trenutno radi na tome da postane punopravna članica NATO saveza. Odnosi s NATO-om su počeli završetkom hladnog rata, kada se neovisna Gruzija pridružila Vijeću sjeveroatlanske suradnje (1992.) i Partnerstvu za mir (1994.) Dijalog i reforme su se produbili nakon Revolucije ruža 2003. godine, kada je svrgnut predsjednik Eduard Ševardnadze i prekida tijesne veze s Rusijom i okreće se zapadnim silama. Vođe saveznika potvrdili su na samitu u Bukureštu da će Gruzija postati punopravna članica čim ispuni sve uvjete. Odluka je potvrđena i na NATO-vim samitima 2009., 2010., 2012. i 2014. godine. Nakon krize s Rusijom u kolovozu 2008. godine, saveznici su nastavili podržavati teritorijalni integritet i suverenitet Gruzije u međunarodno priznatim granicama, pozivajući Rusiju da povuče svoje priznanje gruzijskih regija Abhazije i Južne Osetije kao nezavisnih država. NATO-gruzijska komisija (NGC) pruža okvir za bliski politički dijalog i suradnju kao potpora reformskim naporima zemlje u euroatlantskim aspiracijama. Na samitu u Walesu 2014. godine pokrenut je paket mjera u cilju jačanja gruzijske sposobnosti za obranu i pripremanja za članstvo. Gruzija je pružila vrijednu potporu NATO-vim operacijama u Kosovu i Afganistanu, te protuterorističkim operacijama podmorskog nadzora u Sredozemlju.

### Oružane snage
- Gruzijsko ratno zrakoplovstvo

Gruzijska vojska organizirana je u kopnene i zračne snage, pod zajedničkim nazivom "Gruzijske oružane snage".  Misija i funkcija oružanih snaga su zasnovane na Ustavu Gruzije, Zakonu o obrani, Nacionalnoj vojnoj strategiji i međunarodnim ugovorima kojima je Gruzija potpisnik. Izvode se pod vodstvom i nadležnosti Ministarstva obrane.
Gruzija je pridonijela s gotovo 1000 vojnika u NATO-voj međunarodnim sigurnosnim snagama u Afganistanu, što je najveći doprinos kada se uzme odnos prema broju stanovnika.

## Gospodarstvo
Za vrijeme SSSR-a gruzijsko gospodarstvo se oslanjalo uglavnom na poljoprivredu, rudarstvo, turizam i hidroenergiji. Bila je najveći proizvođač čaja na prostoru SSSR-a, a osim toga bila je i značajni proizvođač agruma, vinove loze, bakra i mangana. Zahvaljujući svojim zemljopisnim položajem pogodna je bila za razvoj hidroenergije, te je bila jedna od glavnih proizvođača električne energije preko hidroelektrana.
Nakon raspada SSSR-a i prelaska na tržišno gospodarstvo, gospodarstvo Gruzije upada u krizu u kojoj gubi glavninu industrije, te se gospodarstvo postaje ovisno o poljoprivredi i turizmu. Ta kriza izaziva pojavu inflacije, rasta nezaposlenosti i pada standarda. Nakon izbijanja revolucije 2003. godine zemlja se dovodi na rub gospodarskog sloma. Nova vlada pokreće velike reforme koje Gruziju uskoro dovodi do gospodarskog oporavka, te 2008. dolazi na 23. poziciju najslobodnijeg gospodarstva svijeta, te druga bivša sovjetska republika po količini izravnih ulaganja u 2007. godini (iza Estonije).

## Stanovništvo
Prema popisu stanovništva iz 2002. Gruzija je imala 4.371.535 stanovnika što je drastični pad u odnosu na 1989. kada je tada imala 5.400.841 stanovnika. Pad je posljedica velikog iseljavanja naroda podrijetlom iz drugih sovjetskih republika poput Rusa, Ukrajinaca, Armenaca i Azera, ali i drugih naroda poput Grka i Židova. Također, u posljednji popis nisu uključeni i stanovnici dviju separatističkih država Abhazije i Južne Osetije.
Prema etničkom sastavu većinu stanovništva čine Gruzini (83,8%), dok najznačajniji ostali narodi koji žive u Gruziji su Azeri (6,5%), Armenci (5,7%) i Rusi (1,5%). U Gruziji još žive Kurdi, Grci (1989. je živjelo 100.000 Grka dok ih 2002. živjelo 15.000), Ukrajinci, Asirci i ostali.
Od religija najzastupljenije je pravoslavlje (84%), a zatim islam (10%), armenski apostolski kršćani (4%), rimokatolici (1%), dok ostale vjere čine svega 1% stanovništva.
Najveći gradovi u Gruziji
- Tbilisi
- Kutaisi
- Batumi
- Rustavi
- Zugdidi

Ostala naselja: Ahalkalaki

## Kultura

### Glazba
Gruzija ima bogatu i vibrantnu glazbenu tradiciju, koja se sastoji eklektične mješavine folka, klasike i moderne glazbe. Posebno je poznata po gruzijskom polifonijskom pjevanju, koja je nedvojbeno najranija polifona tradicija kršćanskog svijeta, pod zaštitom je UNESCO-a kao nematerijalna kulturne baštine čovječanstva. Gruzijsko višeglasje se temelji na tri vokalna dijela, jedinstvenom sustavu ugađanja temeljenom na savršenim petinkama i harmonijskoj strukturi bogatoj paralelnim petinkama i disonancama. Svaka regija u Gruziji ima vlastitu tradicionalnu glazbu, s perzijski utjecanim zujanjima i solistima nalik ostinatima na istoku, kompleksnim improviziranim harmonijama na zapadu te cjelokupnim akordima u Svanetiji. Osim toga, različita vrsta klasične glazbe počela se pojavljivati u Gruziji u 19. stoljeću, koje spaja lokalne folklorne teme s tradicionalnim europskim klasičnim glazbenim oblicima. Značajniji predstavnici ove discipline su Zaharija Paliašvili, Dimitri Arakišvili, a kasnije Andria Balanchivadze (brat Georgea Balanchinea), Otar Taktakishvili i drugi. Gruzijski izvođači su dobro zastupljeni u vodećim svjetskim opernim ansamblima i koncertnim pozornicama.

### Šport
Najpopularniji sportovi u modernoj Gruziji su nogomet, košarka, rugby union, hrvanje i dizanje utega. Hrvanje u Gruziji ima posebnu tehniku koje potječu iz antičkih vremena Kraljevstva Iberije, te neki smatraju da hrvanje grčko-rimskim načinom u sebi sadrži elemente iz gruzijskih stilova.
U 19.st. popularan u Gruziji je bio polo i Lelo burti, tradicionalna gruzijska igra slična ragbiju koju je i nadomjestio ragbi.
Košarka je uvijek bila jedna od značajnih sportova u Gruziji, a Gruzija je imala nekoliko vrlo poznatih članova nacionalnog tima Sovjetskog Saveza, kao što je Otar Korkia, Mihail Korkia, Zurab Sakandelidze i Levan Mosešvili. KK Dinamo Tbilisi osvojio je prestižno euroligaško natjecanje 1962. godine. Gruzija je imala pet igrača u NBA ligi. To su Vladimir Stepania, Jake Tsakalidis, Nikoloz Ckitišvili, Tornike Šengelia i trenutni igrač Milwaukee Bucksa Zaza Pačulia.

### Kuhinja
Gruzijski specijaliteti i vina su se razvili kroz stoljeća, prilagođavajući tradiciju svakom dobu. Jedan od najneobičnijih tradicija blagovaonja je supra, ili gruzijski stol, što je i način druženja s prijateljima i obitelji. Glava supre je poznat kao Tamada. On održava zdravice, i brine se da svi uživaju. Različite povijesne regije Gruzije su poznati po određenim jelima: na primjer, hinkali (knedle s mesom) u istočnoj planinskoj Gruziji, hačapur u Imeretiji, Samegreli i Adžariji. Osim tradicionalnih gruzijskih, jela drugih nacija donijeli su migranti iz Rusije, Grčke, odnedavno i Kine.

#### Predjela
- Abkhazura
- Ajapsandali
- Badrijnis khizilala
- Ispanakhi
- Jonjoli
- Hačapuri
- Khizilala
- Kuchmachi
- Kupati
- Lobiani
- Lobio
- Matsoni
- Mchadi
- Mujuji
- Nadughi
- Nigvziani badrijani
- Pkhali
- Satsivi
- Soko
- Tarti

- Badrijnis khizilala
- Kuchmachi
- Mchadi

#### Kruh
Tradicionalni gruzijski kruhovi su različiti, a uključuju Tonis Puri, Khacha Puri (sirni kruh), Shotis Puri, Mesxuri Puri i Mchadi. Gruzijski kruhovi tradicionalno se peku veliki, okrugli i dobro oblikovani, u pećnici zvanoj ton.
- Imeruli Hačapuri iz regije Imeretije
- Adjaruli Hačapuri iz regije Adžarije

## Vanjske poveznice
- (engl.)(njem.)(rus.)(gruz.) Full information about (country) Georgia

Sestrinski projekti
|  | Zajednički poslužitelj ima stranicu o temi Gruzija    |
|  | Zajednički poslužitelj ima još gradiva o temi Gruzija |
|  | Wječnik ima rječničku natuknicu Gruzija               |